# فلوریان پنتسنر
فلوریان پانزنر (انگلیسی: Florian Panzner؛ زادهٔ ۲۰ ژوئیهٔ ۱۹۷۶) بازیگر اهل کشور آلمان است.
از فیلم‌ها یا برنامه‌های تلویزیونی که وی در آن نقش داشته‌است می‌توان به تونل، هشدار برای کبرا ۱۱، والکیری، لوتر، سبهاس چاندرا بوس: قهرمان فراموش شده، و بابیلون برلین اشاره کرد.